# Magnolia sargentiana
Magnolia sargentiana là một loài thực vật có hoa trong họ Magnoliaceae. Loài này được Rehder & E.H.Wilson mô tả khoa học đầu tiên năm 1913.